# Saison 5 de Dynastie (2017)
Cet article concerne le reboot de 2017. Pour la série originale de 1981, voir Saison 5 de Dynastie (1981).
Chronologie
Saison 4
Cet article présente le guide des épisodes de la cinquième et dernière saison de la série télévisée américaine Dynastie.

## Généralités

### Diffusion
- Aux États-Unis, la saison est diffusée le 20 décembre 2021 avec deux épisodes de Noël, puis a repris le 11 mars 2022 sur le réseau The CW.
- Cette saison est mise en ligne le 24 septembre 2022 sur Netflix et dans tous les pays francophones.

## Distribution

### Acteurs principaux
- Elizabeth Gillies (VF : Olivia Luccioni) : Fallon Carrington
- Daniella Alonso (VF : Barbara Beretta) : Cristal Jennings/Rita
- Elaine Hendrix (VF : Marie-Martine Bisson) : Alexis Carrington
- Rafael de La Fuente (VF : Paolo Domingo) : Samuel Josiah « Sammy Jo » Jones
- Sam Underwood (VF : Julien Allouf) : Dr Adam Carrington
- Michael Michele (VF : Géraldine Asselin) : Dominique Deveraux
- Robert Christopher Riley (VF : Jean-Baptiste Anoumon) : Michael Culhane
- Sam Adegoke (en) (VF : Namakan Koné) : Jeff Colby
- Maddison Brown (VF : Elisa Oriol) : Kirby Anders
- Adam Huber (VF : Cédric Dumond) : Jack « Liam » Ridley-Lowden
- Eliza Bennett : Amanda Carrington
- Grant Show (VF : Thierry Ragueneau) : Blake Carrington

### Acteurs récurrents
- Geovanni Gopradi (VF : Jean Rieffel) : Roberto « Beto » Flores
- Rogelio T. Ramos : Daniel
- Pej Vahdat : Dex Dexter
- Cynthia Quiles : Charlie Jiménez
- Felisha Terrell : Nina Fornier
- Brett Tucker : Ben Carrington

### Invités
- Kara Royster : Eva
- Randy J. Goodwin : Brady Lloyd
- Grace Junot : Ellen
- Arnetia Walker : Louella Culhane
- Kate Kneeland : Betty
- Carson Fagerbakke : Patricia De Vilbis
- Bill Fagerbakke : Peter De Vilbis
- Daniela Lee : Jeanette
- Lara Silva : Luna
- Yvonna Pearson : Sasha Harris
- Daphne Zuniga : Sonya Jackson
- Elena Tovar : Iris Machado
- Sharon Lawrence (VF : Juliette Degenne) : Laura Van Kirk
- Brianna Brown (VF : Sybille Tureau) : Claudia Blaisdel
- Tetona Jackson : Frankie Chase
- Samantha Massell : Stacey Moore
- David Diaan : Samir Dexter
- Angeria Paris van Michaels : elle-même
- Danny Nucci : Professor Kingston
- Carly Hughes : Geneva Abbott
- Charisma Carpenter : Heather
- Steve Spoon : Steven Carrington enfant
- James Mackay (VF : Yann Peira) : Steven Carrington

## Épisodes

### Épisode 1:On recommence à zéro
- États-Unis : 20 décembre 2021 sur The CW
- reste du  : 24 septembre 2022 sur Netflix

- États-Unis : 380 000 téléspectateurs (première diffusion)

### Épisode 2:Une magie de fêtes
- États-Unis : 20 décembre 2021 sur The CW
- reste du  : 24 septembre 2022 sur Netflix

- États-Unis : 310 000 téléspectateurs (première diffusion)

### Épisode 3:Une réunion pleine de surprises
- États-Unis : 11 mars 2022 sur The CW
- reste du  : 24 septembre 2022 sur Netflix

- États-Unis : 250 000 téléspectateurs (première diffusion)

### Épisode 4:Leur cheval de bataille
- États-Unis : 18 mars 2022 sur The CW
- reste du  : 24 septembre 2022 sur Netflix

- États-Unis : 280 000 téléspectateurs (première diffusion)

### Épisode 5:Il faut aussi savoir s'amuser
- États-Unis : 25 mars 2022 sur The CW
- reste du  : 24 septembre 2022 sur Netflix

- États-Unis : 200 000 téléspectateurs (première diffusion)

### Épisode 6:Tant de haine
- États-Unis : 1er avril 2022 sur The CW
- reste du  : 24 septembre 2022 sur Netflix

- États-Unis : 230 000 téléspectateurs (première diffusion)

### Épisode 7:Une vraie actrice
- États-Unis : 8 avril 2022 sur The CW
- reste du  : 24 septembre 2022 sur Netflix

- États-Unis : 280 000 téléspectateurs (première diffusion)

### Épisode 8:L'important, c'est de gagner
- États-Unis : 15 avril 2022 sur The CW
- reste du  : 24 septembre 2022 sur Netflix

- États-Unis : 260 000 téléspectateurs (première diffusion)

### Épisode 9:Un baiser amical?
- États-Unis : 29 avril 2022 sur The CW
- reste du  : 24 septembre 2022 sur Netflix

- États-Unis : 220 000 téléspectateurs (première diffusion)

### Épisode 10:Chacune ses affaires
- États-Unis : 6 mai 2022 sur The CW
- reste du  : 24 septembre 2022 sur Netflix

- États-Unis : 210 000 téléspectateurs (première diffusion)

### Épisode 11:Il ne reste qu'à prier
- États-Unis : 13 mai 2022 sur The CW
- reste du  : 24 septembre 2022 sur Netflix

- États-Unis : 200 000 téléspectateurs (première diffusion)

### Épisode 12:Surtout, pas de panique!
- États-Unis : 20 mai 2022 sur The CW
- reste du  : 24 septembre 2022 sur Netflix

- États-Unis : 210 000 téléspectateurs (première diffusion)

### Épisode 13:Un plan "vert tortue"
- États-Unis : 27 mai 2022 sur The CW
- reste du  : 24 septembre 2022 sur Netflix

- États-Unis : 230 000 téléspectateurs (première diffusion)

### Épisode 14:Vendetta anonyme
- États-Unis : 3 juin 2022 sur The CW
- reste du  : 24 septembre 2022 sur Netflix

- États-Unis : 230 000 téléspectateurs (première diffusion)

### Épisode 15:Ben
- États-Unis : 24 juin 2022 sur The CW
- reste du  : 24 septembre 2022 sur Netflix

- États-Unis : 250 000 téléspectateurs (première diffusion)

### Épisode 16:Les liens du sang
- États-Unis : 1er juillet 2022 sur The CW
- reste du  : 24 septembre 2022 sur Netflix

- États-Unis : 220 000 téléspectateurs (première diffusion)

### Épisode 17:Personne pour assister au naufrage
- États-Unis : 8 juillet 2022 sur The CW
- reste du  : 24 septembre 2022 sur Netflix

- États-Unis : 290 000 téléspectateurs (première diffusion)

### Épisode 18:L'angoisse de la page blanche
- États-Unis : 5 août 2022 sur The CW
- reste du  : 24 septembre 2022 sur Netflix

- États-Unis : 240 000 téléspectateurs (première diffusion)

### Épisode 19:L'ingrédient du scandale
- États-Unis : 12 août 2022 sur The CW
- reste du  : 24 septembre 2022 sur Netflix

- États-Unis : 220 000 téléspectateurs (première diffusion)

### Épisode 20:Enlèvement et autres délits
- États-Unis : 2 septembre 2022 sur The CW
- reste du  : 24 septembre 2022 sur Netflix

- États-Unis : 180 000 téléspectateurs (première diffusion)

### Épisode 21:Une énergique lutte de pouvoir
- États-Unis : 9 septembre 2022 sur The CW
- reste du  : 24 septembre 2022 sur Netflix

- États-Unis : 170 000 téléspectateurs (première diffusion)

### Épisode 22:Sans issue
- États-Unis : 16 septembre 2022 sur The CW
- reste du  : 24 septembre 2022 sur Netflix

- États-Unis : 190 000 téléspectateurs (première diffusion)

- James Mackay : Steven Carrington